# La Chambonie
La Chambonie település Franciaországban, Loire megyében. Lakosainak száma 39 fő (2022. január 1.). La Chambonie Le Brugeron, La Renaudie, Vollore-Montagne, La Chamba és Chalmazel-Jeansagnière községekkel határos.

## Népesség
A település népességének változása:
| Lakosok száma | 102  | 79   | 55   | 58   | 47   | 45   | 42   | 39   | 39   | 39   |
|               | 1968 | 1982 | 1990 | 2006 | 2013 | 2015 | 2017 | 2019 | 2020 | 2022 |